# Olof Sundby

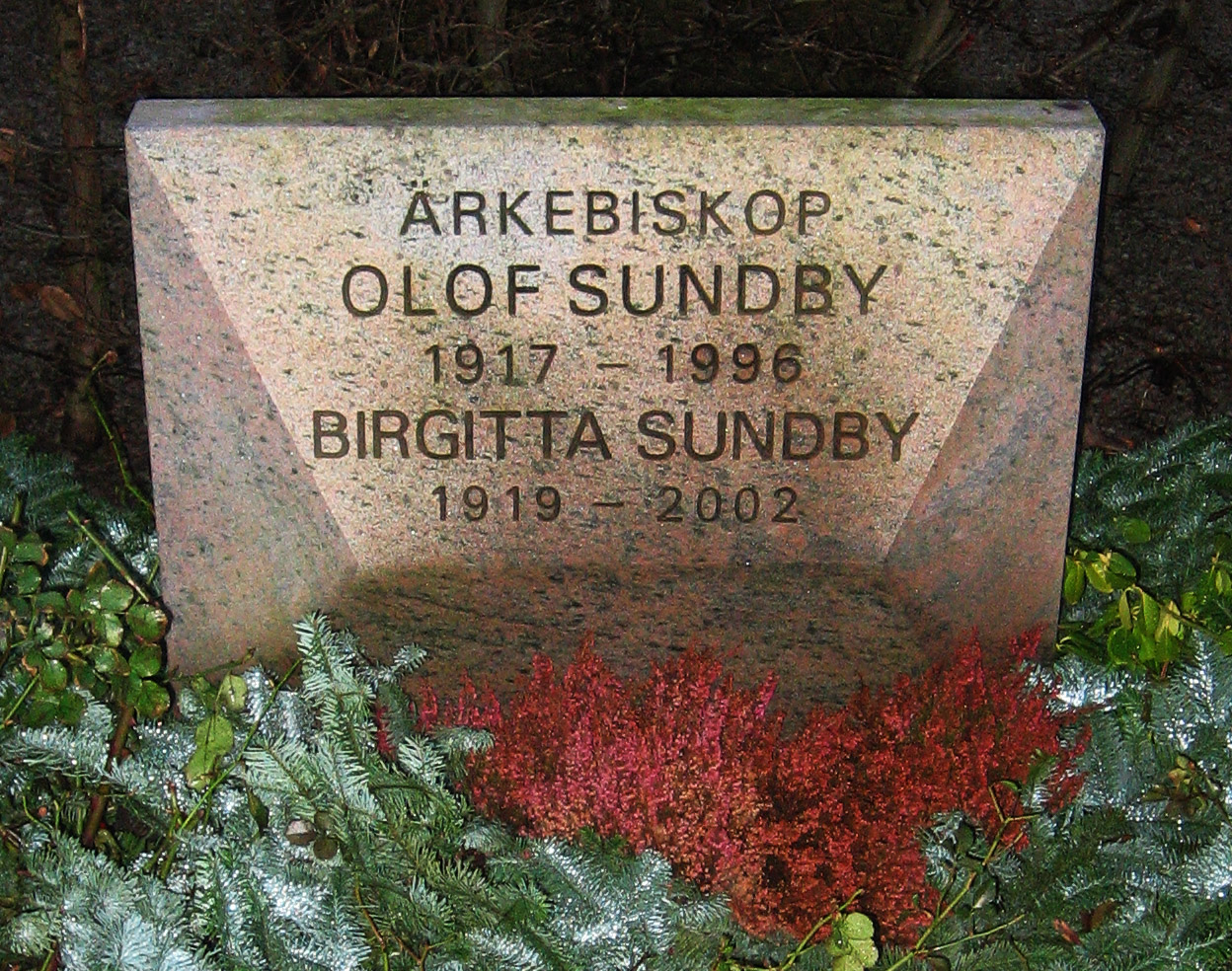
Arcibiskupův hrob v Lundu

Olof Sundby (6. prosince 1917 Karlskoga – 6. prosince 1996 Lund) byl švédský luterský teolog a duchovní Švédské církve.
Roku 1970 byl jmenován biskupem ve Växjö; v letech 1972–1983 byl švédským arcibiskupem se sídlem v Uppsale a primasem Švédské církve.
Dne 19. července 1976 vedl svatební obřad krále Karla XVI. Gustava se Silvií Sommerlathovou.

## Ocenění
- čestný doktorát Bukurešťské univerzity (1977)